# Siroco (torpilleur)
Pour les articles homonymes, voir Sirocco (homonymie).
Le Siroco, également connu sous le nom de Sirocco, est un torpilleur français de la classe Bourrasque. Il a été construit à partir de 1925 aux Chantiers de Penhoët à Saint-Nazaire. Il est coulé le 31 mai 1940 en participant à l'opération Dynamo.

## Histoire
Le Siroco, un torpilleur d'escadre du type "1 500 tonnes", est mis sur cale le 7 mars 1924 et entre en service en février 1928.
Au début de la Seconde Guerre mondiale, le Siroco participe aux premières opérations de la bataille de France, dès mai 1940. Le 11 mai 1940 il est touché par une bombe de l'aviation allemande qui n'explose pas. Après avoir attaqué plusieurs sous-marins allemands sans succès, dans le pas de Calais, (il a tout de même été crédité de 2 victoires) le Siroco participe à la bataille de Dunkerque. Le 29 mai, il évacue une première fois 600 militaires français vers Douvres.
Le 31 mai 1940, le navire embarque cette fois entre 750 et 930 hommes, principalement du 92e régiment d'infanterie et du 16e régiment d'artillerie. Vers deux heures du matin, le bateau évite une première attaque de deux torpilles tirées d'un Schnellboot avant d'être touché lors d'une nouvelle attaque où il est atteint à l'arrière. Ses hélices sont détruites et le torpilleur est dans l'impossibilité de manœuvrer. Un Stuka attaque ensuite le navire immobilisé et provoque une explosion au niveau d'une soute à munitions. Des militaires sont recueillis par deux bateaux britanniques et un polonais. Le bilan est de 270 rescapés et de 660 à 680 morts et disparus,.
Le 92e régiment d'infanterie est basé à Clermont-Ferrand. Après la guerre, une rue de cette ville prend le nom du torpilleur en hommage au Siroco qui a évacué ses soldats.

## Crédits
- (en) Cet article est partiellement ou en totalité issu de l’article de Wikipédia en anglais intitulé « French destroyer Siroco » (voir la liste des auteurs).